# Tampico Madero Fútbol Club
O Tampico Madero Fútbol Club é um clube de futebol com sede em Tamaulipas, México. A equipe compete na Liga de Ascenso.

## História
O clube foi fundado em 1945.